# Флиднер, Теодор
Георг Генрих Теодор Флиднер (21 января 1800, Эпштайн — 4 октября 1864, Дюссельдорф-Кайзерверт) — германский протестантский пастор и филантроп, основатель благотворительной организации Kaiserswerther Diakonie.

## Биография
Георг Генрих Теодор Флиднер родился в семье приходского священника, с детства хотел быть пастором. В 1817 году поступил в Гиссенский университет изучать протестантское богословие, затем перешёл в Гёттинген, а завершил учёбу в 1820 году в духовной семинарии в Херборне. С 1822 года был пастором в Дюссельдорф-Кайзерверте, где старался помогать протестантам, страдавшим от некоторой дискриминации со стороны католического большинства. В 1826 году основал в Дюссельдорфе Рейнско-Вестфальское тюремное общество, в задачи которого входили облегчение условий содержания заключённых и помощь им после освобождения; в 1833 году Магдалинское убежище для преступниц, отбывших срок тюремного заключения, в 1835 году — школу для маленьких детей в Дюссельдорфе, одну из первых в Германии, в 1836 году в Кайзерсверте — женские педагогические курсы обучения маленьких детей, из которых впоследствии возникла семинария для подготовки учительниц в элементарные и высшие женские школы. В 1836 году основал Рейнско-Вестфальское общество сестёр милосердия и открыл первое евангелическое заведение сестёр милосердия в Кайзерсверте, по образцу которого в Германии возникло до 80 подобных учреждений, а несколько и за её пределами. 
В 1849 году оставил пасторское место и совершил большое путешествие по Америке и Западной Азии, постоянно занимаясь пропагандой своих идей; ему удалось устроить благотворительные заведения в Питтсбурге, Иерусалиме (в 1851 году), Константинополе, Александрии, Смирне, Бейруте. В 1852 году его усилиями была открыта женская психиатрическая больница в Кайзерверте. Последние три года после возвращения из Египта на родину тяжело болел, скончался в Кайзерверте. Им был написан ряд произведений, как работ по протестантскому богословию, так и путевых очерков.